# Zlatan Saračević
Pour handballeur, voir Zlatan "Zlatko" Saračević.
Zlatan Saračević (né le 27 juillet 1956 à Zenica) est un athlète bosnien, représentant la Yougoslavie, spécialiste du lancer du poids.

## Biographie
Concourant pour la Yougoslavie, Zlatan Saračević remporte le titre du lancer du poids des Championnats d'Europe en salle de 1980, à Sindelfingen, en Allemagne, avec un jet à 20,43 m, devançant sur le podium le Tchécoslovaque Jaromír Vlk et l'autre Yougoslave Ivan Ivančić. Il se classe troisième de l'édition suivante, en 1981.

### Palmarès
| Date | Compétition                    | Lieu         | Résultat | Marque  |
| ---- | ------------------------------ | ------------ | -------- | ------- |
| 1980 | Championnats d'Europe en salle | Sindelfingen | 1er      | 20,43 m |
| 1981 | Championnats d'Europe en salle | Grenoble     | 3e       | 19,40 m |
| 1983 | Universiade                    | Edmonton     | 2e       |         |

### Records
| Épreuve         | Épreuve   | Performance | Lieu     | Date             |
| --------------- | --------- | ----------- | -------- | ---------------- |
| Lancer du poids | Plein air | 21,11 m     | Zagreb   | 16 juin 1984     |
| Lancer du poids | Salle     | 20,57 m     | Budapest | 1er février 1980 |